# Собор Різдва Богородиці (Козельщина)
Собор Різдва Богородиці - церква в Козельщині збудована у 1882 році на кошти Володимира Івановича та Софії Михайлівни Капністів. 
В 1881 (за інш. даними у 1882) році у Козельщині було закладено храм і створено православну общину сестер, при якій планувалося облаштувати людинолюбні установи: лікарню, школу та притулок для недужих. А до другої половини ХІХ століття Козельщина була маленьким сільцем Кобеляцького повіту Полтавської губернії, про яке мало хто знав. Прославила селище чудотворна ікона Богородиці, що зцілила дівчину – Марію Капніст.
При церкві відкрили будинок для богомольців, лікарню й аптеку. У 1885 при церкві заснували жіночу релігійну громаду. Її керівником призначено монахиню Олімпіаду (Дмитрієву), яка прибула у Козельщину разом із 20-ма черницями із Красногірського монастиря. У 1887 розпочато будівництво Преображенського теплого храму з приділом на честь святителя Миколая та великого корпусу для сестер. Наступного року відкрито іконописну, двокласну церк.-парафіял. жін. та однокласну чол. школи. У 1891 громаду перетворено на монастир. За керівництва ігумені Олімпіади (Дмитрієвої) 1900 розпочато будівництво кам’яного Різдво-Богородич. собору за проектом арх. С. Носова (закінчено 1906), зведено низку госп. приміщень. 1904 обитель відвідав рос. імператор Микола ІІ з сином Олексієм. Під час 1-ї світової війни в монастирі діяв лазарет на 40 ліжок. 1915 настоятелькою стала монахиня (від 1916 — ігуменя) Олімпіада (Вербицька). 
З приходом радянської влади у 1929 році за наказом органів більшовицької влади монастир було закрито. У соборі влаштували театр, у монастирських будівлях розташували лікарню, навчальні заклади та різні установи і організації. Останню ігуменю монастиря Олімпіаду (Вербицьку), яка переховувалася у Полтаві, заарештували 1937 року і після страшних катувань розстріляли.

## Будівництво Собору
Згодом рішенням синоду було створено жіночу общину. А жіночий монастир почав функціонувати за 5 років – у 1891 році. Монастир став центром релігійного життя всієї округи. Адже чудотворна ікона Божої Матері мов магніт притягувала сотні тисяч богомольців. Саме з їхніх пожертв виростали собор, монастирські споруди і, так би мовити, формувалася навколишня інфраструктура для обслуговування людей, котрі пливли сюди зусібіч. Було проведено водогін, збудовано 4 школи, лікарня, іконописна майстерня, художня майстерня, столярна та ткацька майстерні, олійниця, воловні, корівники…
Коштом прочан за рік після дива з Марією Капніст спорудили храм, але невдовзі й він став затісним для тисяч віруючих. Тож у 1900 році почалося зведення цегляного собору. Звели його за три роки. Навіть у сучасних реаліях – це досить швидко. Збудували споруду з цегли місцевого виробництва. Вона була такої якості, що досі вона не кришиться. І кладку робили не на цементі, а на вапні з додавання яєчних білків. На кілограм розчину йшло три яйця. Їх звозили з усіх навколишніх сіл.
Під час війни собор спершу був більшовицькою в’язницею, в роки окупації - німецьким штабом. У 60-70-ті роки радянська влада знову розпочала наступ на дивом уцілілі культові споруди. Козельщанський собор мали підірвати, але комусь спало на думку перетворити його на музей атеїзму. Так, дивом було врятовано будівлю собору. За іншою версією:  дали місяць часу на підрив собору. Приїздили з Харкова підривники, досліджували будівлю і дійшли висновку, що споруда настільки потужна, що потрібно заряду на 50 тисяч карбованців. Крім того, вибух мав бути настільки потужним, що все навкруги б теж постраждало. То чи не вистачило коштів, чи що, а віруючі кажуть, що ікона допомогла собору вистояти. Кілька десятиліть він був без покрівлі, лише в кінці 80-х років його накрили.
24 лютого 1993 року додому врочисто повернулася та сама чудотворна ікона Божої Матері, яку з 1929 року, з часу закриття монастиря, колишні його насельниці переховували у храмах Полтавщини, а згодом - у приватній київській квартирі. І знову потягнувся до ікони люд.

## Ікона Божої Матері (Козельщанська ікона)
Існує дві версії походження Козельщанської ікони. Відповідно до першої, своїми коренями образ сягає візантійської епохи: його віднайшли в ХVIIІ столітті у стінах Софії Константинопольської, яку османи, після заволодіння містом у ХV столітті, перетворили на мечеть. Під час одного з набігів на турків українських козаків під проводом запорозького писаря Дмитра Сіромахи якийсь його товариш і вирізав цю ікону шаблею з-під шару штукатурки на одній зі стін Святої Софії. Затим ікона зберігалася в дочки писаря Сіромахи Параскеви Дмитрівни, яка й «одягла» її в срібну ризу. Вона ж передала її своєму синові — кобеляцькому предводителю дворянства графу Павлу Івановичу Козельському. Однак незабаром граф збанкрутів і був змушений продати свої чималі маєтки найближчому сусідові — Михайлу Васильовичу Остроградському, а разом із ними — і свою фамільну ікону. Через дочку Остроградського, Софію Михайлівну, образ перейшов до родини Капністів.
Друга версія походження не така романтична, зате ймовірніша з історичного погляду. Відповідно до неї, ікону написано в Італії приблизно в XV–XVI столітті. Спочатку вона належала фрейліні імператриці Єлизавети Петрівни, італійки за походженням, яка згодом стала дружиною запорозького військового писаря Сіромахи.

## Конструкція
Собор Різдва Богородиці - мурований, пятибанний, хрещатий у плані з багатоярусною дзвіницею з західного боку. Має оригінальне конструктивне рішення: внутрішній простір перекрито без відокремлених опор за допомогою арок, п'яти яких розміщені майже на рівні підлоги впритул до наріжних стін. Перетинаючись вони утворюють чвертик, який за допомогою парусів переходить у круглий барабан, прорізаний вікнами, що несе центральну баню. Менші бані увінчують невеликі бічні компартименти.
Собор мав щиро оздоблений інтер'єр. Його окрасою був складний іконостас, виготовлений майстрами московської фірми Менціоні з білого мармуру з використанням вставок із зеленого оніксу, чеканки, позолоти, мозаїки. Мав 89 ікон, які виконав московський художник Гур'янов. Розписи інтер'єру здійснив художник М.І. Мурашко. Обабіч головного входу було вміщена мармурові дошки: одна сповіщала про відвідини храму 1904 року царем Миколою ІІ, а друга наводила роки будівництва.